# Taperlock-Spannbuchse

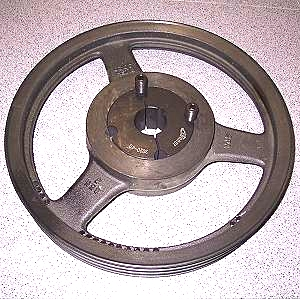
Keilriemenscheibe mit Taper-Spannbuchse

Eine Taperlock-Spannbuchse (englisch taper = konisch) oder auch Taper-Buchse ist ein konisches Maschinenelement zur Herstellung kraftschlüssiger Welle-Nabe-Verbindungen im Maschinenbau. Dieses Spannelement fixiert eine Nabe z. B. einer Keilriemenscheibe axial auf einer Welle. Sie ist für die gängigsten Wellendurchmesser bereits gebohrt und genutet. Es gibt sie in verschiedenen Baugrößen für Wellendurchmesser von 10 mm bis 125 mm.

## Funktion
Die Taper-Buchse ist ein profilierter Metallring mit einem Längsschlitz, einer geraden Innenwand und einer kegelig geformten Außenwand. Die Taper-Buchse wird in Verbindung mit einer in Taper-Ausführung gefertigten Nabe verwendet. Diese ist als Gegenstück geformt, also auch kegelig, und wird mit der Buchse auf einer zylindrischen Welle fixiert. Dazu werden die axialen Schrauben, die zwischen den Kegelflächen liegen, angezogen, die so die Buchse in die Nabe und auf die Welle drückt, bis sie verkeilt. Taper-Buchsen sind normalerweise mit einer Passfedernut zur zusätzlichen formschlüssigen Fixierung versehen.

## Vor- und Nachteile
Der Hauptvorteil gegenüber der Welle-Nabe-Verbindung mit Passfeder und Wellenmutter liegt in der schnellen Montage, da das Element nicht mehr mit einer Bohrung und einer Nut versehen werden muss, sondern sofort einbaufähig ist. Sie ist besser geeignet für Drehrichtungsänderungen und besser zentriert. Sie fungiert als zusätzliches Bauteil (Adapter) zwischen Nabe und Welle, sodass für verschiedene Wellen verschiedene Buchsen mit z. B. derselben Keilriemenscheibe kombiniert werden können. Sie benötigt allerdings eine stärkere Nabe, um den Radialkräften der Pressung standzuhalten, und auch insgesamt mehr Platz. Sie ist durch ihre Form auch nicht perfekt gewuchtet, was etwa gegen sehr hohe Drehzahlen spricht.

## Anwendung
Taper-Buchsen sind häufig bei Keilriemenscheiben, Kettenrädern und Kupplungen anzutreffen, also bei Normteilen, bei denen die Herstellung der komplizierteren kegeligen Nabe weniger ins Gewicht fällt und radial genug Platz ist.

## Alternativen
Ein Spannsatz oder Schrumpfscheibe fixiert die zylindrische Welle und Nabe. Passfedern sind dann nicht erforderlich.

## Weblink
- Montageanleitung für Taper-Buchsen